# Ilnur Zakarin
Ilnur Zakarin (Náberezhnye Chelny, Tartaristán, 15 de septiembre de 1989) es un ciclista ruso que fue profesional entre los años 2012 y 2022.

## Biografía
En 2009 la federación rusa lo suspendió durante dos años por dar positivo por un anabolizante. Su vuelta a un equipo profesional fue hasta 2012 con el Itera-Katusha. Recaló en 2013 en el equipo profesional continental RusVelo, allí permaneció durante dos temporadas, teniendo muy buenos resultados en especial en la temporada 2014 en donde se llevó la general en el Tour de Azerbaiyán, en el Gran Premio de Adigueya y en el Gran Premio de Sochi; además de terminar segundo en la general del Tour de Eslovenia, solo superado por el portugués Tiago Machado.
Fue fichado por el equipo Katusha para la temporada 2015, en donde sorprendió consiguiendo la general del Tour de Romandía, compartiendo podio con su compañero de equipo Simon Špilak y el británico Chris Froome, segundo y tercero respectivamente. Zakarin ya había venido demostrando su nivel en la Vuelta al País Vasco, ya que había quedado tercero en la primera etapa y noveno en la general final.
Igualmente sorprendió en el Giro de Italia 2015 en una dura etapa de media montaña que finalizaba en el circuito de Imola consiguiendo la victoria y consolidándose como uno de los ciclistas revelación del pelotón internacional.
En el año 2016, debutó con podio en la Vuelta a Murcia, que tras la subida a la Cresta del gallo dejó la carrera seleccionada en un pequeño grupo de los mejores con Philippe Gilbert, Alejandro Valverde, Tejay Van Garderen o Luis León Sánchez. La victoria final al esprint fue para el belga, por delante de Alejandro Valverde y el propio Zakarin.
En la París-Niza 2016 sorprendió llevándose la victoria de la etapa reina con final en el alto de la Madone d'Utelle, por delante de Geraint Thomas, Alberto Contador y Richie Porte.
En su preparación al Giro, corrió la Lieja-Bastogne-Lieja, en la que fue protagonista en los kilómetros finales. Tras intentar una fuga junto a Diego Rosa en la penúltima cota, saltó del grupo de los favoritos en el kilómetro final de la subida a Ans, y consiguió terminar en una meritoria 5.ª posición tras Wout Poels, Michael Albasini, Rui Costa y Samuel Sánchez. Dicha clásica estuvo marcada por las durísimas condiciones climatológicas a las que tuvieron que hacer frente los ciclistas, en la que la nieve y el frío hicieron acto de presencia.
Días después corrió el Tour de Romandía, donde consiguió una victoria de etapa con final en alto, superando a Nairo Quintana al sprint. Sin embargo, minutos después los jueces de carrera descalificaron al ruso por considerar dicho sprint irregular, relegándole a la segunda posición y dando por vencedor al colombiano. Consiguió terminar 4.º en la Clasificación General tras Nairo Quintana, Thibaut Pinot e Ion Izaguirre.
En el Giro de Italia, se mostró como uno de los corredores más fuertes de la carrera plantando cara a los grandes favoritos. Sin embargo, una durísima caída en la bajada del Cima Coppi, en la antepenúltima etapa de la carrera, truncó la carrera del corredor ruso, cuando tenía prácticamente asegurado el Top 5 de la clasificación General y con reales opciones de luchar por el podio. Las consecuencias de dicha caída fueron la rotura de la clavícula izquierda y del omóplato, frenando la gran progresión demostrada durante toda la temporada y poniendo en vilo su participación en el Tour de Francia y en los JJ. OO. de Río de Janeiro, prueba marcada en el calendario por el corredor tártaro.
Ese mismo año, y tras recuperarse de su caída, opta por correr el Tour de Francia con el objetivo de conseguir su primera victoria de etapa en una vuelta grande. Tras haberlo intentado días anteriores, el 20 de julio de 2016 gana la decimoséptima etapa del Tour de Francia con final en Finhaut-Emosson.
El año 2017, Ilnur Zakarin se marcó como objetivos principales de la temporada el Giro de Italia y la Vuelta a España. Antes de llegar a la ronda italiana, y tras correr la Vuelta a la Comunidad Valenciana, realizó una serie de carreras del calendario WorldTour, destacando su segunda posición en la clasificación general en el Tour de Abu Dhabi, por detrás del portugués Rui Costa. Además, consiguió una sexta posición en la París-Niza y una 16.ª posición en el Tour de Romandía. Sin embargo, en la Volta a Cataluña, celebrada antes que la ronda suiza, abandonó.
En el Giro de Italia 2017 consiguió acabar en 5.º lugar de la clasificación general, habiendo quedado segundo en tres etapas de la ronda italiana. El corredor ruso se mostró como uno de los corredores más fuertes en la última semana convirtiéndose en una seria amenaza para el podio de Milán, que finalmente estuvo conformado por Tom Dumoulin, Nairo Quintana y Vincenzo Nibali.
Tras la celebración del Giro de Italia, consiguió por segunda vez en su carrera profesional el Campeonato de Rusia Contrarreloj. En su preparación para la Vuelta a España, corrió la Vuelta a Austria y el Tour de Polonia, quedando 23.º y 11.º respectivamente en la clasificación general.
En la Vuelta a España 2017, partía como uno de los grandes nombres a subirse al podio de Madrid, entre los que estaban Chris Froome, Vincenzo Nibali, Alberto Contador, Esteban  Chaves, Romain Bardet, entre otros. Tras un inicio de carrera sembrando dudas y perdiendo tiempo en la primera etapa de montaña con final en Andorra, se fue consolidando poco a poco y subiendo puestos en la clasificación general. Tras la etapa con final en Sierra Nevada, etapa en la que consiguió acabar segundo, se colocó en posición de podio, desbancando al neerlandés Wilco Kelderman, posición que recuperó el neerlandés en la contrarreloj de la siguiente etapa con final en Logroño. Finalmente, en la penúltima etapa de La Vuelta con final en el Angliru, donde Alberto Contador consiguió su última victoria como profesional, el corredor ruso arañó al corredor neerlandés los segundos suficientes para subirse al tercer escalón del podio de Madrid, acompañado de Chris Froome y Vincenzo Nibali, siendo su mayor logro como deportista hasta la fecha.
Dos semanas después consiguió la 15.ª posición del Mundial de Cicilismo celebrado en Bergen (Noruega) en la modalidad contrarreloj y la 23.ª posición en la prueba en línea, llegando en el grupo de los mejores.
En junio de 2022, como consecuencia de la sanción al Gazprom-RusVelo, su equipo por aquel entonces, sin poder competir, anunció su retirada a los 32 años con efecto inmediato en vez de hacerlo a final de año como tenía previsto.

## Palmarés
2012
- Gran Premio Donetsk
- Gran Premio de Adigueya, más 2 etapas
- 1 etapa del Girobio
- 1 etapa del Tour de Alsacia

2013
- 1 etapa del Gran Premio de Adigueya
- Campeonato de Rusia Contrarreloj

2014
- Gran Premio de Sochi
- Gran Premio de Adigueya, más 1 etapa
- Tour de Azerbaiyán

2015
- Tour de Romandía
- 1 etapa del Giro de Italia

2016
- 1 etapa de la París-Niza
- 1 etapa del Tour de Francia

2017
- Campeonato de Rusia Contrarreloj
- 3.º en la Vuelta a España

2019
- 1 etapa del Giro de Italia

2021
- 2.º en el Campeonato de Rusia en Ruta

## Resultados

### Grandes Vueltas y Campeonatos del Mundo
| Carrera              | Carrera              | 2012 | 2013 | 2014 | 2015 | 2016 | 2017 | 2018 | 2019 | 2020 | 2021 |
| -------------------- | -------------------- | ---- | ---- | ---- | ---- | ---- | ---- | ---- | ---- | ---- | ---- |
|                      | Giro de Italia       | —    | —    | —    | 44.º | Ab.  | 5.º  | —    | 10.º | 22.º | —    |
|                      | Tour de Francia      | —    | —    | —    | —    | 25.º | —    | 9.º  | 51.º | Ab.  | —    |
|                      | Vuelta a España      | —    | —    | —    | —    | —    | 3.º  | 20.º | —    | —    | —    |
| Mundial en Ruta      | Mundial en Ruta      | —    | —    | 75.º | 62.º | —    | 23.º | 57.º | —    | —    | —    |
| Mundial Contrarreloj | Mundial Contrarreloj | —    | —    | 33.º | —    | 15.º | —    | —    | —    | —    | —    |

### Vueltas menores
| Carrera | Carrera                | 2012 | 2013 | 2014 | 2015 | 2016 | 2017 | 2018 | 2019 | 2020 | 2021 |
| ------- | ---------------------- | ---- | ---- | ---- | ---- | ---- | ---- | ---- | ---- | ---- | ---- |
|         | París-Niza             | —    | —    | —    | —    | 4.º  | 6.º  | 16.º | 10.º | —    | —    |
|         | Tirreno-Adriático      | —    | —    | —    | —    | —    | —    | —    | —    | —    | 31.º |
|         | Volta a Cataluña       | —    | —    | —    | —    | 7.º  | Ab.  | —    | 17.º | X    | Ab.  |
|         | Vuelta al País Vasco   | —    | —    | —    | 9.º  | —    | —    | 21.º | —    | X    | —    |
|         | Tour de Romandía       | —    | —    | —    | 1.º  | 4.º  | 15.º | —    | 8.º  | X    | —    |
|         | Critérium del Dauphiné | —    | —    | —    | —    | —    | —    | 10.º | —    | —    | —    |
|         | Tour de Polonia        | —    | —    | 21.º | 4.º  | —    | 11.º | —    | —    | 32.º | —    |

—: No participa

Ab.: Abandona

X: No se disputó